# Zach Braff

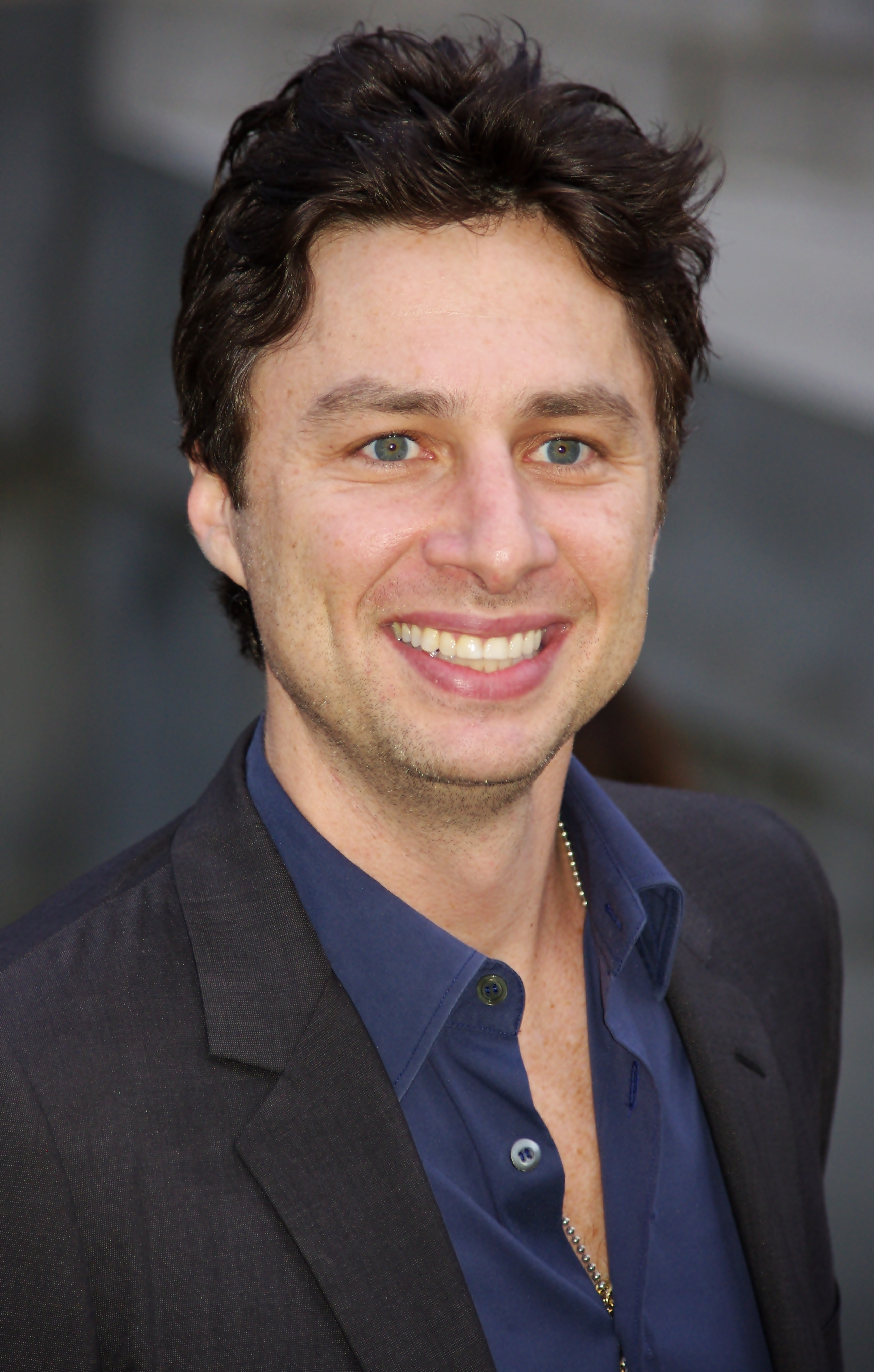
Zach Braff (2011)

Zachary „Zach“ Israel Braff (* 6. April 1975 in South Orange, New Jersey) ist ein US-amerikanischer Schauspieler, Regisseur und Drehbuchautor. Bekannt wurde er durch die Rolle des J.D. in der Comedy-Serie Scrubs – Die Anfänger.

## Leben
Braff entstammt einer kreativen jüdischen Familie und ist das jüngste der vier Kinder seiner mittlerweile geschiedenen Eltern. Sein ältester Bruder Adam schreibt Drehbücher für das Fernsehen, sein Bruder Joshua ist Schriftsteller, seine Schwester Shoshanna war Modedesignerin.
Braff durfte seinen Vater, einen Anwalt, schon früh zu Aufführungen von dessen Laienspielgruppe begleiten, wodurch er im Alter von zehn Jahren bereits erste eigene Bühnenerfahrungen in dem Stück The Music Man des örtlichen Gemeindetheaters sammeln konnte.
Mit fünfzehn Jahren erhielt Braff eine Hauptrolle in der geplanten Fernsehserie High, produziert von Bruce Paltrow. Ebenfalls dabei war die Tochter des Produzenten, Gwyneth Paltrow. Nach der Probevorführung der Pilotfolge schien die Serie erfolgversprechend, wurde jedoch kurz vor der Premiere von den Verantwortlichen beim Sender CBS aus dem Programm genommen.

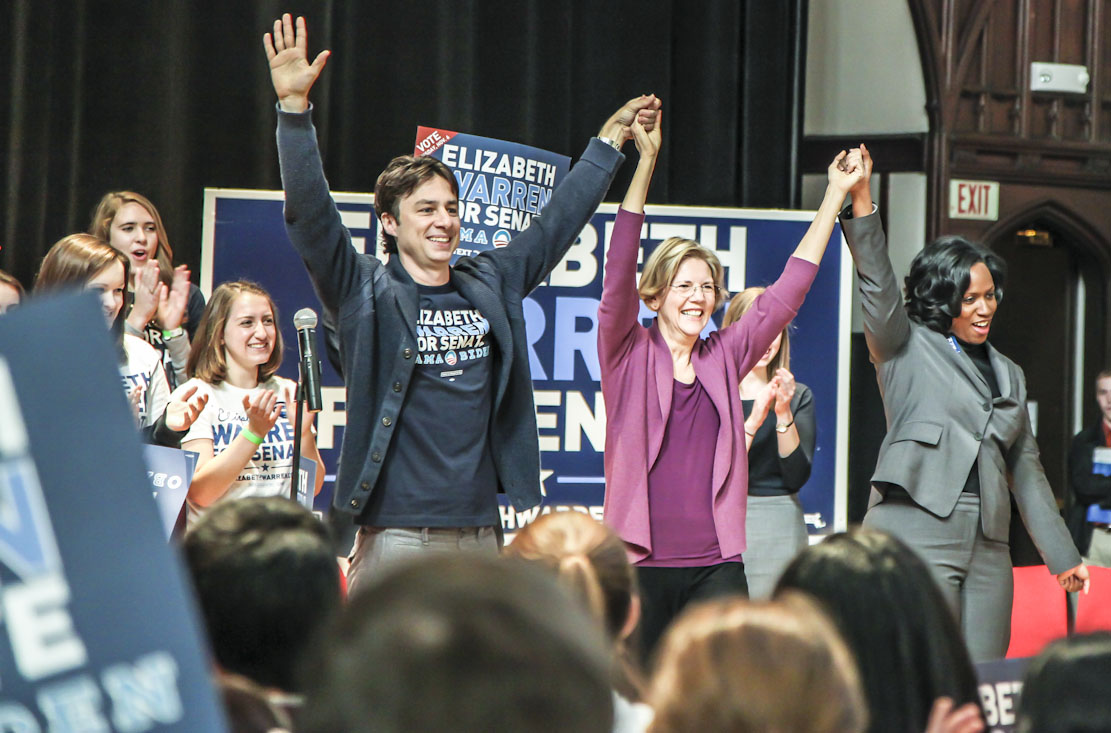
Zach Braff bei einer Wahlveranstaltung von Elizabeth Warren an der Northeastern University, Boston, im Jahr 2012

 Vier Jahre später, 1993, erhielt Braff seine erste Filmrolle; in Manhattan Murder Mystery spielte er den Sohn von Woody Allen und Diane Keaton.
Nach dem Ende der Highschool beschloss er, ein College-Studium an der Northwestern University im Bundesstaat Illinois aufzunehmen, um sich in die technischen Aspekte der Filmkunst zu vertiefen. Nach eigenen Aussagen war er ein mäßiger Student, der mit seinen Drehbuchentwürfen nicht immer glänzte. Im Rahmen seines Studiums führte er bei mehreren Kurzfilmen Regie, belegte Schauspielkurse und spielte in einem Theaterstück mit.
Nach seinem erfolgreichen Bachelor-Abschluss zog er 1997 nach New York City, wo er sich seinen Lebensunterhalt als Produktionsassistent bei Musikvideos (unter anderem von Sting und Mariah Carey) verdiente und eine Schauspielerkarriere verfolgte. Nach vielen vergeblichen Bemühungen erhielt er schließlich ein Engagement am New Yorker Public Theater für eine Inszenierung von William Shakespeares Macbeth mit Alec Baldwin und Angela Bassett in den Hauptrollen.
Es folgen Filmrollen in Low-Budget-Produktionen, die jedoch kein breiteres Publikum erreichen. Erst mit seiner Darstellung eines homosexuellen, drogenabhängigen Clubgängers in Der Club der gebrochenen Herzen konnte er überzeugen. Für die Dreharbeiten zu diesem Film zog er 2000 nach Los Angeles. Auch hier besserte er seine Gagen durch Kellnern auf. Braff erinnert sich an die Zeit dahingehend:

“When ‘Broken Hearts Club’ was out, people would come from the movie to the restaurant for dessert and see me and do a double take. They’d say, ‘We just saw your movie. It was great.’ And I’d be like, ‘Thank you. Let me tell you about our specials.’”

„Als ‚Club der gebrochenen Herzen‘ im Kino lief, ist es mehrfach passiert, dass Leute nach dem Film direkt in das Restaurant kamen (in dem ich damals arbeitete) und ihnen bei meinem Anblick mit gewisser Verzögerung ein Lichtlein aufging. Sie sagten dann so was wie: ‚Wir haben grad deinen Film gesehen. Der war klasse.‘ Und ich dann so: ‚Dankeschön. Ich nenn’ Ihnen dann mal die Tagesgerichte.‘“

Ende 2000 sprach Braff für die Hauptrolle in Scrubs vor. Zwar entsprach das Comedy-Genre nicht seiner persönlichen Karriereplanung, da die Gefahr einer Charakterfestlegung durch diese Figur bestand, doch ihn reizte die Comedy-Serie mit ihrer Mischung aus schrägem Humor und Dramatik.
Nachdem er seinen Kellnerjob gekündigt hatte, erfuhr er, dass die Dreharbeiten erst zweieinhalb Monate später beginnen würden. Diese Zeit nutzte er für die Ausarbeitung seiner lang gehegten Filmidee: eine „nichtlineare Geschichte“ über einen jungen Mann, der, entfremdet von seiner Familie und aus Anlass des Begräbnisses seiner Mutter, in das heimatliche New Jersey zurückkehrt und dort wider Erwarten die Liebe neu entdeckt. Nach drei Monaten stand die Rohfassung für das Drehbuch, das – gespickt mit autobiografischen Details – die Grundlage für sein Regiedebüt Garden State darstellte.
Seit der Ausstrahlung von Scrubs ab Oktober 2001 ist Braff einem breiten Publikum bekannt. Die Serie erreichte solide Einschaltquoten, und ihre unkonventionelle Machart fand den Beifall der Kritiker. Braff nahm auch Einfluss auf die Gestaltung des Soundtracks: Die dabei mehrfach vertretenen Liedermacher Joshua Radin und Cary Brothers zählen zu seinen engsten Freunden. Auch die Wahl des Titelsongs Superman geht auf ihn zurück. Über gemeinsame Bekannte war er auf die Band Lazlo Bane aufmerksam geworden und führte bei dem 2002 veröffentlichten Video der Band Regie.
Braff ist eng mit seinem Scrubs-Kollegen Donald Faison befreundet. Während der Drehpause nach der ersten Staffel im Frühjahr und Sommer 2002 teilten sich die beiden eine Wohnung in New York City. Braff hatte erneut ein Angebot des Public Theaters angenommen und spielte im Rahmen der Freiluft-Produktion „Shakespeare in Central Park“ an der Seite von Julia Stiles die Rolle des Sebastian in Was ihr wollt.
In der nachfolgenden Zeit konzentrierte er sich, neben der Arbeit für Scrubs, auf die Realisierung seines eigenen Films. Es war sein erstes Drehbuch; erste Regie-Erfahrungen hatte er bereits durch das Drehen von Musikvideos, von Werbefilmen aus seiner Zeit in New York und von Kurzfilmen aus seiner Collegezeit gesammelt. Danny DeVitos Firma Jersey Films, die schon für Erin Brockovich und Pulp Fiction mitverantwortlich zeichnete, gab grünes Licht für die Produktion. Für die Hauptrollen konnte Braff mit Natalie Portman, Peter Sarsgaard und Ian Holm mehrere wichtige Stars gewinnen.
Die Dreharbeiten begannen im Frühjahr 2003. Im Januar 2004 wurde Garden State auf Robert Redfords Sundance Film Festival präsentiert. Der Film erhielt gute Kritiken und wurde ein kommerzieller Erfolg, obwohl die Studios den Film anfänglich nur in New York und Los Angeles, später auch in ausgewählten Städten anlaufen ließen. Ebenso wie schon bei Scrubs förderte Braff in Garden State den mit ihm befreundeten Musiker Colin Hay, indem er einige seiner Songs in das Konzept aufnahm und ihm sogar eine Gastrolle gab. Für die Zusammenstellung des Soundtracks wurde Braff Anfang 2005 mit einem Grammy geehrt.
2005 drehte Braff während der viermonatigen Drehpause von Scrubs zwei Filme. So spielte er in der kanadischen Produktion Der letzte Kuss und kurz danach in Fast Track, später umbenannt in The Ex (Fast Track) (deutscher Titel: Dein Ex – Mein Albtraum). Im Jahr 2006 lief Braffs Vertrag bei Scrubs aus, wurde jedoch im März 2007 um ein weiteres Jahr verlängert. Für diese Staffel wurden ihm 350.000 US-Dollar pro Episode gezahlt. Damit gehörte Braff zu den bestbezahlten Schauspielern im US-amerikanischen Fernsehen.

## Deutsche Synchronstimme
Braffs deutscher Synchronsprecher ist in der Regel Kim Hasper, der ihm unter anderem in der Fernsehserie Scrubs – Die Anfänger und den Spielfilmen Dein Ex – Mein Albtraum und Der letzte Kuss die Stimme lieh.

## Filmografie (Auswahl)

### Schauspieler
- 1993: Manhattan Murder Mystery
- 2000: Der Club der gebrochenen Herzen: Eine romantische Komödie (The Broken Hearts Club: A Romantic Comedy)
- 2001–2010: Scrubs – Die Anfänger (Scrubs, Fernsehserie)
- 2002: Das größte Muppet Weihnachtsspektakel aller Zeiten (It’s a Very Merry Muppet Christmas Movie)
- 2002: Clone High (Fernsehserie, 2 Episoden)
- 2004: Garden State
- 2005–2006: Arrested Development (Fernsehserie, Episoden 2x17 & 3x09)
- 2006: Der letzte Kuss (The Last Kiss)
- 2007: Dein Ex – Mein Albtraum (The Ex)
- 2010: Die Summe unserer Entscheidungen (The High Cost of Living)
- 2012: Cougar Town (Fernsehserie, Episode 3x05)
- 2012: The Color of Time
- 2012: All New People (Theaterstück)
- 2012: The Exes (Fernsehserie, Episode 2x11)
- 2013: Die fantastische Welt von Oz (Oz the Great and Powerful)
- 2014: Wish I Was Here
- 2015: Undateable (Fernsehserie, Episoden 2x07–2x08)
- 2016: Stürmische Ernte – In Dubious Battle (In Dubious Battle)
- 2017: Bill Nye rettet die Welt (Fernsehserie, Episode 1x01)
- 2017: The Disaster Artist
- 2018: Alex, Inc. (Fernsehserie)
- 2020: Percy
- 2020: Kings of Hollywood (The Comeback Trail)
- 2022: Im Dutzend noch billiger (Cheaper by the Dozen)
- 2022: Moonshot
- 2022: Obi-Wan Kenobi (Miniserie, Episode 1x03)
- 2022: A Little White Lie
- 2024: Bad Monkey (Fernsehserie, Episode 1x03 und 1x04)
- 2024: French Girl – Ein Tisch für Drei (French Girl)

### Synchronsprecher
- 2003: Clone High (Paul Revere / X-Stream Mike)
- 2005: Himmel und Huhn (Chicken Little)
- 2017–2020: BoJack Horseman (Fernsehserie, 2 Episoden, Stimme)

### Regisseur
- 2004: Garden State
- 2004–2009: Scrubs – Die Anfänger (Scrubs, Fernsehserie)
- 2014: Wish I Was Here
- 2017: Abgang mit Stil (Going In Style)
- 2018: Alex, Inc. (Fernsehserie, 4 Episoden)
- 2019: In The Time It Takes To Get There (Kurzfilm)
- 2020: Ted Lasso (Fernsehserie, 1 Episode)
- 2021: Solos (Fernsehserie, 1 Episode)
- 2023: Shrinking (Fernsehserie, 1 Episode)
- 2023: A Good Person

### Drehbuchautor
- 2004: Garden State
- 2006: Der letzte Kuss (The Last Kiss) (zusammen mit Paul Haggis)
- 2012: All New People (Theaterstück)
- 2014: Wish I Was Here
- 2019: In The Time It Takes To Get There (Kurzfilm)
- 2023: A Good Person

## Auszeichnungen
Braff wurde bereits für viele Auszeichnungen nominiert und gewann bisher neun.

### Gewonnen
- 2004: Hollywood Breakthrough Award in der Kategorie Breakthrough Directing
- 2004: NBR Award in der Kategorie Best Debut Director für Garden State
- 2004: CFCA Award in der Kategorie Best New Director für Garden State
- 2004: Pauline Kael Breakout Award für Garden State
- 2004: PFCS Award in der Kategorie Breakout of the Year – Behind the Camera für Garden State
- 2005: Grammy in der Kategorie Best Compilation Soundtrack Album […] für Garden State
- 2005: COFCA Award in der Kategorie Breakthrough Film Artist für Garden State
- 2005: OFCS Award in der Kategorie Best Breakthrough Filmmaker für Garden State
- 2005: Independent Spirit Award in der Kategorie Best First Feature für Garden State

### Nominierungen
Neben seinen neun Auszeichnungen erhielt er 26 Nominierungen. Auszüge:
- 2002–2006: Insgesamt 10 Nominierungen für den Teen Choice Award in verschiedenen Kategorien für Scrubs – Die Anfänger und Garden State
- 2004: Nominierung für den Grand Jury Prize des Sundance Film Festival für Garden State
- 2005: Golden Globe-Nominierung für „Bester Hauptdarsteller in einer Fernsehserie (Comedy/Musical)“ (Scrubs – Die Anfänger)
- 2005: Emmy-Nominierung für den besten Hauptdarsteller in einer Comedyserie (Scrubs – Die Anfänger)
- 2005: Empire Award-Nominierung für den Besten Newcomer (Garden State)
- 2005: MTV Movie Award-Nominierung in der Kategorie Best Kiss für Garden State (zusammen mit Natalie Portman)
- 2005: MTV Movie Award-Nominierung in der Kategorie Breakthrough Male für Garden State
- 2005: People’s Choice Award-Nominierung in der Kategorie Favorite Leading Man
- 2005: People’s Choice Award-Nominierung in der Kategorie Favorite Male Television Star
- 2005: Satellite-Award-Nominierung in der Kategorie Best Actor in a Series, Comedy or Musical für Scrubs – Die Anfänger
- 2006: Golden Globe-Nominierung für „Bester Hauptdarsteller in einer Fernsehserie (Comedy/Musical)“ (Scrubs – Die Anfänger)
- 2007: Golden Globe-Nominierung für „Bester Hauptdarsteller in einer Fernsehserie (Comedy/Musical)“ (Scrubs – Die Anfänger)